# Seznam dílů seriálu American Horror Story
Toto je seznam dílů seriálu American Horror Story. Americký hororový televizní seriál American Horror Story vysílá od října 2011 stanice FX. V českém znění premiérově vysílala prvních sedm řad stanice Prima Cool od června 2013 do září 2020. Seriál je počínaje jedenáctou řadou od listopadu 2022 premiérově zveřejňován na streamovací službě Disney+. Na službě byly též vydány všechny předchozí řady.

## Přehled řad
| Řada | Název          | Díly | Premiéra v USA | Premiéra v USA     | Premiéra v ČR      | Premiéra v ČR     |
| Řada | Název          | Díly | První díl      | Poslední díl       | První díl          | Poslední díl      |
| ---- | -------------- | ---- | -------------- | ------------------ | ------------------ | ----------------- |
| 1    | Murder House   | 12   | 5. října 2011  | 21. prosince 2011  | 9. června 2013     | 25. srpna 2013    |
| 2    | Asylum         | 13   | 17. října 2012 | 23. ledna 2013     | 2. února 2014      | 27. dubna 2014    |
| 3    | Coven          | 13   | 9. října 2013  | 29. ledna 2014     | 4. května 2014     | 27. července 2014 |
| 4    | Freak Show     | 13   | 8. října 2014  | 21. ledna 2015     | 21. června 2015    | 13. září 2015     |
| 5    | Hotel          | 12   | 7. října 2015  | 13. ledna 2016     | 10. června 2018    | 21. července 2018 |
| 6    | Roanoke        | 10   | 14. září 2016  | 16. listopadu 2016 | 5. května 2019     | 30. června 2019   |
| 7    | Cult           | 11   | 5. září 2017   | 14. listopadu 2017 | 19. července 2020  | 27. září 2020     |
| 8    | Apocalypse     | 10   | 12. září 2018  | 14. listopadu 2018 | vysíláno           | vysíláno          |
| 9    | 1984           | 9    | 18. září 2019  | 13. listopadu 2019 | vysíláno           | vysíláno          |
| 10   | Double Feature | 10   | 25. srpna 2021 | 20. října 2021     | vysíláno           | vysíláno          |
| 11   | NYC            | 10   | 19. října 2022 | 16. listopadu 2022 | 23. listopadu 2022 | 18. ledna 2023    |
| 12   | Delicate       | 9    | 20. září 2023  | 24. dubna 2024     | 25. října 2023     | 1. května 2024    |

## Seznam dílů

### První řada:Murder House(2011)
| Č. v seriálu | Č. v řadě | Původní název       | Český název          | Režie               | Scénář                     | Premiéra v USA     | Premiéra v ČR     |
| ------------ | --------- | ------------------- | -------------------- | ------------------- | -------------------------- | ------------------ | ----------------- |
| 1            | 1         | Pilot               | Pilot                | Ryan Murphy         | Ryan Murphy a Brad Falchuk | 5. října 2011      | 9. června 2013    |
| 2            | 2         | Home Invasion       | Vetřelci v domě      | Alfonso Gomez-Rejon | Ryan Murphy a Brad Falchuk | 12. října 2011     | 16. června 2013   |
| 3            | 3         | Murder House        | Dům, kde se vraždilo | Bradley Buecker     | Jennifer Salt              | 19. října 2011     | 23. června 2013   |
| 4            | 4         | Halloween (Part 1)  | Halloween (1. část)  | David Semel         | James Wong                 | 26. října 2011     | 30. června 2013   |
| 5            | 5         | Halloween (Part 2)  | Halloween (2. část)  | David Semel         | Tim Minear                 | 2. listopadu 2011  | 7. července 2013  |
| 6            | 6         | Piggy Piggy         | Prasohlav            | Michael Uppendahl   | Jessica Sharzer            | 9. listopadu 2011  | 14. července 2013 |
| 7            | 7         | Open House          | Den otevřených dveří | Tim Hunter          | Brad Falchuk               | 16. listopadu 2011 | 21. července 2013 |
| 8            | 8         | Rubber Man          | Gumový muž           | Miguel Arteta       | Ryan Murphy                | 23. listopadu 2011 | 28. července 2013 |
| 9            | 9         | Spooky Little Girl  | Strašidelná dívenka  | John Scott          | Jennifer Salt              | 30. listopadu 2011 | 4. srpna 2013     |
| 10           | 10        | Smoldering Children | Hříchy minulosti     | Michael Lehmann     | James Wong                 | 7. prosince 2011   | 11. srpna 2013    |
| 11           | 11        | Birth               | Zrození              | Alfonso Gomez-Rejon | Tim Minear                 | 14. prosince 2011  | 18. srpna 2013    |
| 12           | 12        | Afterbirth          | Po zrození           | Bradley Buecker     | Jessica Sharzer            | 21. prosince 2011  | 25. srpna 2013    |

### Druhá řada:Asylum(2012–2013)
| Č. v seriálu | Č. v řadě | Původní název              | Český název                  | Režie               | Scénář          | Premiéra v USA     | Premiéra v ČR   |
| ------------ | --------- | -------------------------- | ---------------------------- | ------------------- | --------------- | ------------------ | --------------- |
| 13           | 1         | Welcome to Briarcliff      | Vítejte v Briarcliffu        | Bradley Buecker     | Tim Minear      | 17. října 2012     | 2. února 2014   |
| 14           | 2         | Tricks and Treats          | Cukr a bič                   | Bradley Buecker     | James Wong      | 24. října 2012     | 9. února 2014   |
| 15           | 3         | Nor'easter                 | Severovýchodní bouře         | Micheal Uppendahl   | Jennifer Salt   | 31. října 2012     | 16. února 2014  |
| 16           | 4         | I Am Anne Frank (Part 1)   | Jsem Anna Franková (1. část) | Michael Uppendahl   | Jessica Sharzer | 7. listopadu 2012  | 23. února 2014  |
| 17           | 5         | I Am Anne Frank (Part 2)   | Jsem Anna Franková (2. část) | Alfonso Gomez-Rejon | Brad Falchuk    | 14. listopadu 2012 | 2. března 2014  |
| 18           | 6         | The Origins of Monstrosity | Kořeny zrůdnosti             | David Semel         | Ryan Murphy     | 21. listopadu 2012 | 9. března 2014  |
| 19           | 7         | Dark Cousin                | Temná sestřenka              | Michael Rymer       | Tim Minear      | 28. listopadu 2012 | 16. března 2014 |
| 20           | 8         | Unholy Night               | Nesvatá noc                  | Michael Lehmann     | James Wong      | 5. prosince 2012   | 23. března 2014 |
| 21           | 9         | The Coat Hanger            | Ramínko                      | Jeremy Podeswa      | Jennifer Salt   | 12. prosince 2012  | 30. března 2014 |
| 22           | 10        | The Name Game              | Šarády se jmény              | Michael Lehmann     | Jessica Sharzer | 2. ledna 2013      | 6. dubna 2014   |
| 23           | 11        | Spilt Milk                 | Rozlité mléko                | Alfonso Gomez-Rejon | Brad Falchuk    | 9. ledna 2013      | 13. dubna 2014  |
| 24           | 12        | Continuum                  | Pokračování                  | Craig Zisk          | Ryan Murphy     | 16. ledna 2013     | 20. dubna 2014  |
| 25           | 13        | Madness Ends               | Konec šílenství              | Alfonso Gomez-Rejon | Tim Minear      | 23. ledna 2013     | 27. dubna 2014  |

### Třetí řada:Coven(2013–2014)
| Č. v seriálu | Č. v řadě | Původní název                        | Český název                      | Režie               | Scénář                     | Premiéra v USA     | Premiéra v ČR     |
| ------------ | --------- | ------------------------------------ | -------------------------------- | ------------------- | -------------------------- | ------------------ | ----------------- |
| 26           | 1         | Bitchcraft                           | Čaroděvky                        | Alfonso Gomez-Rejon | Ryan Murphy a Brad Falchuk | 9. října 2013      | 4. května 2014    |
| 27           | 2         | Boy Parts                            | Údy                              | Michael Rymer       | Tim Minear                 | 16. října 2013     | 11. května 2014   |
| 28           | 3         | The Replacements                     | Náhradníci                       | Alfonso Gomez-Rejon | James Wong                 | 23. října 2013     | 18. května 2014   |
| 29           | 4         | Fearful Pranks Ensue                 | Žertíky s nemrtvými              | Michael Uppendahl   | Jennifer Salt              | 30. října 2013     | 25. května 2014   |
| 30           | 5         | Burn, Witch. Burn!                   | Hoř, babo, hoř!                  | Jeremy Podeswa      | Jessica Sharzer            | 6. listopadu 2013  | 1. června 2014    |
| 31           | 6         | The Axeman Cometh                    | Příchod sekerníka                | Michael Uppendahl   | Douglas Petrie             | 13. listopadu 2013 | 8. června 2014    |
| 32           | 7         | The Dead                             | Mrtví                            | Bradley Buecker     | Brad Falchuk               | 20. listopadu 2013 | 15. června 2014   |
| 33           | 8         | The Sacred Taking                    | Oběť Nejvyšší                    | Alfonso Gomez-Rejon | Ryan Murphy                | 4. prosince 2013   | 22. června 2014   |
| 34           | 9         | Head                                 | Hlava                            | Howard Deutch       | Tim Minear                 | 11. prosince 2013  | 29. června 2014   |
| 35           | 10        | The Magical Delights of Stevie Nicks | Kouzelné radosti Stevie Nicksové | Alfonso Gomez-Rejon | James Wong                 | 8. ledna 2014      | 6. července 2014  |
| 36           | 11        | Protect the Coven                    | Chránit Coven                    | Bradley Buecker     | Jennifer Salt              | 15. ledna 2014     | 13. července 2014 |
| 37           | 12        | Go to Hell                           | Do horoucích pekel               | Alfonso Gomez-Rejon | Jessica Sharzer            | 22. ledna 2014     | 20. července 2014 |
| 38           | 13        | Seven Wonders                        | Sedm divů                        | Alfonso Gomez-Rejon | Douglas Petrie             | 29. ledna 2014     | 27. července 2014 |

### Čtvrtá řada:Freak Show(2014–2015)
| Č. v seriálu | Č. v řadě | Původní název             | Český název               | Režie               | Scénář                     | Premiéra v USA     | Premiéra v ČR     |
| ------------ | --------- | ------------------------- | ------------------------- | ------------------- | -------------------------- | ------------------ | ----------------- |
| 39           | 1         | Monsters Among Us         | Monstra mezi námi         | Ryan Murphy         | Ryan Murphy a Brad Falchuk | 8. října 2014      | 21. června 2015   |
| 40           | 2         | Massacres and Matinees    | Zrůdy za denního světla   | Alfonso Gomez-Rejon | Tim Minear                 | 15. října 2014     | 28. června 2015   |
| 41           | 3         | Edward Mordrake (Part 1)  | Edward Mordrake (1. část) | Michael Uppendahl   | James Wong                 | 22. října 2014     | 5. července 2015  |
| 42           | 4         | Edward Mordrake (Part 2)  | Edward Mordrake (2. část) | Howard Deutch       | Jennifer Salt              | 29. října 2014     | 12. července 2015 |
| 43           | 5         | Pink Cupcakes             | Růžové košíčky            | Michael Uppendahl   | Jessica Sharzer            | 5. listopadu 2014  | 19. července 2015 |
| 44           | 6         | Bullseye                  | Do černého                | Howard Deutch       | John J. Gray               | 12. listopadu 2014 | 26. července 2015 |
| 45           | 7         | Test of Strength          | Zkouška síly              | Anthony Hemingway   | Crystal Liu                | 19. listopadu 2014 | 2. srpna 2015     |
| 46           | 8         | Blood Bath                | Krvavá lázeň              | Bradley Buecker     | Ryan Murphy                | 3. prosince 2014   | 9. srpna 2015     |
| 47           | 9         | Tupperware Party Massacre | Večírek smrti             | Loni Peristere      | Brad Falchuk               | 10. prosince 2014  | 16. srpna 2015    |
| 48           | 10        | Orphans                   | Sirotci                   | Bradley Buecker     | James Wong                 | 17. prosince 2014  | 23. srpna 2015    |
| 49           | 11        | Magical Thinking          | Kouzla lidské mysli       | Michael Goi         | Jennifer Salt              | 7. ledna 2015      | 30. srpna 2015    |
| 50           | 12        | Show Stoppers             | Parádní kousek            | Loni Peristere      | Jessica Sharzer            | 14. ledna 2015     | 6. září 2015      |
| 51           | 13        | Curtain Call              | Opona padá                | Bradley Buecker     | John J. Gray               | 21. ledna 2015     | 13. září 2015     |

### Pátá řada:Hotel(2015–2016)
| Č. v seriálu | Č. v řadě | Původní název               | Český název             | Režie             | Scénář                     | Premiéra v USA     | Premiéra v ČR     |
| ------------ | --------- | --------------------------- | ----------------------- | ----------------- | -------------------------- | ------------------ | ----------------- |
| 52           | 1         | Checking In                 | Vítejte v hotelu Cortez | Ryan Murphy       | Ryan Murphy a Brad Falchuk | 7. října 2015      | 10. června 2018   |
| 53           | 2         | Chutes and Ladders          | Shozy a žebříky         | Bradley Buecker   | Tim Minear                 | 14. října 2015     | 16. června 2018   |
| 54           | 3         | Mommy                       | Maminka                 | Bradley Buecker   | James Wong                 | 21. října 2015     | 17. června 2018   |
| 55           | 4         | Devil's Night               | Ďáblova noc             | Loni Peristere    | Jennifer Salt              | 28. října 2015     | 23. června 2018   |
| 56           | 5         | Room Service                | Pokojová služba         | Michael Goi       | Ned Martel                 | 4. listopadu 2015  | 24. června 2018   |
| 57           | 6         | Room 33                     | Pokoj číslo 33          | Loni Peristere    | John J. Gray               | 11. listopadu 2015 | 30. června 2018   |
| 58           | 7         | Flicker                     | Bůh z filmového plátna  | Michael Goi       | Crystal Liu                | 18. listopadu 2015 | 1. července 2018  |
| 59           | 8         | The Ten Commandments Killer | Vrah z desatera         | Loni Peristere    | Ryan Murphy                | 2. prosince 2015   | 7. července 2018  |
| 60           | 9         | She Wants Revenge           | Touží po pomstě         | Michael Uppendahl | Brad Falchuk               | 9. prosince 2015   | 8. července 2018  |
| 61           | 10        | She Gets Revenge            | Dočká se pomsty         | Bradley Buecker   | James Wong                 | 16. prosince 2015  | 14. července 2018 |
| 62           | 11        | Battle Royale               | Souboj královen         | Michael Uppendahl | Ned Martel                 | 6. ledna 2016      | 15. července 2018 |
| 63           | 12        | Be Our Guest                | Buď naším hostem        | Bradley Buecker   | John J. Gray               | 13. ledna 2016     | 21. července 2018 |

### Šestá řada:Roanoke(2016)
| Č. v seriálu | Č. v řadě | Původní název | Český název     | Režie                 | Scénář                     | Premiéra v USA     | Premiéra v ČR   |
| ------------ | --------- | ------------- | --------------- | --------------------- | -------------------------- | ------------------ | --------------- |
| 64           | 1         | Chapter 1     | Kapitola první  | Bradley Buecker       | Ryan Murphy a Brad Falchuk | 14. září 2016      | 5. května 2019  |
| 65           | 2         | Chapter 2     | Kapitola druhá  | Michael Goi           | Tim Minear                 | 21. září 2016      | 12. května 2019 |
| 66           | 3         | Chapter 3     | Kapitola třetí  | Jennifer Lynch        | James Wong                 | 28. září 2016      | 19. května 2019 |
| 67           | 4         | Chapter 4     | Kapitola čtvrtá | Marita Grabiak        | John J. Gray               | 5. října 2016      | 26. května 2019 |
| 68           | 5         | Chapter 5     | Kapitola pátá   | Nelson Cragg          | Akela Cooper               | 12. října 2016     | 2. června 2019  |
| 69           | 6         | Chapter 6     | Kapitola šestá  | Angela Bassett        | Ned Martel                 | 19. října 2016     | 9. června 2019  |
| 70           | 7         | Chapter 7     | Kapitola sedmá  | Elodie Keene          | Crystal Liu                | 26. října 2016     | 16. června 2019 |
| 71           | 8         | Chapter 8     | Kapitola osmá   | Gwyneth Horder-Payton | Todd Kubrak                | 2. listopadu 2016  | 23. června 2019 |
| 72           | 9         | Chapter 9     | Kapitola devátá | Alexis Korycinski     | Tim Minear                 | 9. listopadu 2016  | 30. června 2019 |
| 73           | 10        | Chapter 10    | Kapitola desátá | Bradley Buecker       | Ryan Murphy a Brad Falchuk | 16. listopadu 2016 | 30. června 2019 |

### Sedmá řada:Cult(2017)
| Č. v seriálu | Č. v řadě | Původní název                               | Český název                     | Režie                 | Scénář                     | Premiéra v USA     | Premiéra v ČR     |
| ------------ | --------- | ------------------------------------------- | ------------------------------- | --------------------- | -------------------------- | ------------------ | ----------------- |
| 74           | 1         | Election Night                              | Den voleb                       | Bradley Buecker       | Ryan Murphy a Brad Falchuk | 5. září 2017       | 19. července 2020 |
| 75           | 2         | Don't Be Afraid of the Dark                 | Neboj se tmy                    | Liza Johnson          | Tim Minear                 | 12. září 2017      | 26. července 2020 |
| 76           | 3         | Neighbors from Helh                         | Sousedi za všechny peníze       | Gwyneth Horder-Payton | James Wong                 | 19. září 2017      | 2. srpna 2020     |
| 77           | 4         | 11/9                                        | 9. listopad                     | Gwyneth Horder-Payton | John J. Gray               | 26. září 2017      | 9. srpna 2020     |
| 78           | 5         | Holes                                       | Díry                            | Maggie Kiley          | Crystal Liu                | 3. října 2017      | 16. srpna 2020    |
| 79           | 6         | Mid-Western Assassin                        | Vražedkyně ze Středozápadu      | Bradley Buecker       | Todd Kubrak                | 10. října 2017     | 23. srpna 2020    |
| 80           | 7         | Valerie Solanas Died for Your Sins: Scumbag | Síla ženského hněvu             | Rachel Goldberg       | Crystal Liu                | 17. října 2017     | 30. srpna 2020    |
| 81           | 8         | Winter of Our Discontent                    | Konec špatných časů             | Barbara Brown         | Joshua Green               | 24. října 2017     | 6. září 2020      |
| 82           | 9         | Drink the Kool-Aid                          | Věrnost až za hrob              | Angela Bassett        | Adam Penn                  | 31. října 2017     | 13. září 2020     |
| 83           | 10        | Charles (Manson) in Charge                  | Charles (Manson) to zařídí      | Bradley Buecker       | Ryan Murphy a Brad Falchuk | 7. listopadu 2017  | 20. září 2020     |
| 84           | 11        | Great Again                                 | Vrátili jsme Americe její slávu | Jennifer Lynch        | Tim Minear                 | 14. listopadu 2017 | 27. září 2020     |

### Osmá řada:Apocalypse(2018)
| Č. v seriálu | Č. v řadě | Původní název          | Český název               | Režie                 | Scénář                     | Premiéra v USA     | Premiéra v ČR |
| ------------ | --------- | ---------------------- | ------------------------- | --------------------- | -------------------------- | ------------------ | ------------- |
| 85           | 1         | The End                | Konec                     | Bradley Buecker       | Ryan Murphy a Brad Falchuk | 12. září 2018      | vysíláno      |
| 86           | 2         | The Morning After      | Druhé ráno                | Jennifer Lynch        | James Wong                 | 19. září 2018      | vysíláno      |
| 87           | 3         | Forbidden Fruit        | Zakázané ovoce            | Loni Peristere        | Manny Coto                 | 26. září 2018      | vysíláno      |
| 88           | 4         | Could It Be... Satan?  | Že by... Satan?           | Sheree Folkson        | Tim Minear                 | 3. října 2018      | vysíláno      |
| 89           | 5         | Boy Wonder             | Zázračné dítě             | Gwyneth Horder-Payton | John J. Gray               | 10. října 2018     | vysíláno      |
| 90           | 6         | Return to Murder House | Návrat do vražedného domu | Sarah Paulson         | Crystal Liu                | 17. října 2018     | vysíláno      |
| 91           | 7         | Traitor                | Zrádce                    | Jennifer Lynch        | Adam Penn                  | 24. října 2018     | vysíláno      |
| 92           | 8         | Sojourn                | Návštěva                  | Bradley Buecker       | Josh Green                 | 31. října 2018     | vysíláno      |
| 93           | 9         | Fire and Reign         | Oheň a poroba             | Jennifer Arnold       | Asha Michelle Wilson       | 7. listopadu 2018  | vysíláno      |
| 94           | 10        | Apocalypse Then        | Tedy apokalypsa           | Bradley Buecker       | Ryan Murphy a Brad Falchuk | 14. listopadu 2018 | vysíláno      |

### Devátá řada:1984(2019)
| Č. v seriálu | Č. v řadě | Původní název     | Český název        | Režie                 | Scénář                     | Premiéra v USA     | Premiéra v ČR |
| ------------ | --------- | ----------------- | ------------------ | --------------------- | -------------------------- | ------------------ | ------------- |
| 95           | 1         | Camp Redwood      | Tábor Redwood      | Bradley Buecker       | Ryan Murphy a Brad Falchuk | 18. září 2019      | vysíláno      |
| 96           | 2         | Mr. Jingles       | Pan Rolnička       | John J. Gray          | Tim Minear                 | 25. září 2019      | vysíláno      |
| 97           | 3         | Slashdance        | Slashdance         | Mary Wigmore          | James Wong                 | 2. října 2019      | vysíláno      |
| 98           | 4         | True Killers      | Opravdoví zabijáci | Jennifer Lynch        | Jay Beattie                | 9. října 2019      | vysíláno      |
| 99           | 5         | Red Dawn          | Rudý úsvit         | Gwyneth Horder-Payton | Dan Dworkin                | 16. října 2019     | vysíláno      |
| 100          | 6         | Episode 100       | Epizoda číslo 100  | Loni Peristere        | Ryan Murphy a Brad Falchuk | 23. října 2019     | vysíláno      |
| 101          | 7         | The Lady in White | Bílá paní          | Liz Friedlander       | John J. Gray               | 30. října 2019     | vysíláno      |
| 102          | 8         | Rest in Pieces    | Odpočívej v loji   | Gwyneth Horder-Payton | Adam Penn                  | 6. listopadu 2019  | vysíláno      |
| 103          | 9         | Final Girl        | Poslední dívka     | John J. Gray          | Crystal Liu                | 13. listopadu 2019 | vysíláno      |

### Desátá řada:Double Feature(2021)
| Č. v seriálu | Č. v řadě | Původní název          | Český název               | Režie                       | Scénář                                                  | Premiéra v USA | Premiéra v ČR |
| ------------ | --------- | ---------------------- | ------------------------- | --------------------------- | ------------------------------------------------------- | -------------- | ------------- |
| 104          | 1         | Cape Fear              | Mys hrůzy                 | John J. Gray                | Ryan Murphy a Brad Falchuk                              | 25. srpna 2021 | vysíláno      |
| 105          | 2         | Pale                   | Bledí                     | Loni Peristere              | Ryan Murphy a Brad Falchuk                              | 25. srpna 2021 | vysíláno      |
| 106          | 3         | Thirst                 | Žízeň                     | Loni Peristere              | Brad Falchuk                                            | 1. září 2021   | vysíláno      |
| 107          | 4         | Blood Buffet           | Krvavá hostina            | Axelle Carolyn              | Brad Falchuk                                            | 8. září 2021   | vysíláno      |
| 108          | 5         | Gaslight               | Manipulace                | John J. Gray                | Brad Falchuk a Manny Coto                               | 15. září 2021  | vysíláno      |
| 109          | 6         | Winter Kills           | Zima zabíjí               | John J. Gray                | Brad Falchuk a Manny Coto                               | 22. září 2021  | vysíláno      |
| 110          | 7         | Take Me to Your Leader | Zaveďte mě k vašemu vůdci | Max Winkler                 | Brad Falchuk, Kristen Reidel a Manny Coto               | 29. září 2021  | vysíláno      |
| 111          | 8         | Inside                 | Uvnitř                    | Tessa Blake                 | Manny Coto, Kristen Reidel a Brad Falchuk               | 6. října 2021  | vysíláno      |
| 112          | 9         | Blue Moon              | Modrý měsíc               | Laura Belsey a John J. Gray | Kristen Reidel, Manny Coto a Reilly Smith               | 13. října 2021 | vysíláno      |
| 113          | 10        | The Future Perfect     | Budoucí dokonalost        | Axelle Carolyn              | Brad Falchuk, Manny Coto, Kristen Reidel a Reilly Smith | 20. října 2021 | vysíláno      |

### Jedenáctá řada:NYC(2022)
| Č. v seriálu | Č. v řadě | Původní název                | Český název                           | Režie           | Scénář                                  | Premiéra v USA     | Premiéra v ČR      |
| ------------ | --------- | ---------------------------- | ------------------------------------- | --------------- | --------------------------------------- | ------------------ | ------------------ |
| 114          | 1         | Something's Coming           | Něco se blíží                         | John J. Gray    | Ryan Murphy a Brad Falchuk              | 19. října 2022     | 23. listopadu 2022 |
| 115          | 2         | Thank You for Your Service   | Děkuji za vaše služby                 | Max Winkler     | Ned Martel, Charlie Carver a Manny Coto | 19. října 2022     | 23. listopadu 2022 |
| 116          | 3         | Smoke Signals                | Kouřové signály                       | John J. Gray    | Brad Falchuk a Manny Coto               | 26. října 2022     | 30. listopadu 2022 |
| 117          | 4         | Black Out                    | Bez proudu                            | Jennifer Lynch  | Ned Martel a Charlie Carver             | 26. října 2022     | 7. prosince 2022   |
| 118          | 5         | Bad Fortune                  | Neštěstí                              | Paris Barclay   | Our Lady J a Jennifer Salt              | 2. listopadu 2022  | 14. prosince 2022  |
| 119          | 6         | The Body                     | Tělo                                  | John J. Gray    | Brad Falchuk, Manny Coto a Our Lady J   | 2. listopadu 2022  | 21. prosince 2022  |
| 120          | 7         | The Sentinel                 | Hlídka                                | Paris Barclay   | Our Lady J a Manny Coto                 | 9. listopadu 2022  | 28. prosince 2022  |
| 121          | 8         | Fire Island                  | Fire Island                           | Jennifer Lynch  | Ned Martel, Charlie Carver a Our Lady J | 9. listopadu 2022  | 4. ledna 2023      |
| 122          | 9         | Requiem 1981/1987 (Part One) | Rekviem 1981/1987 - 1. část (1. část) | Our Lady J      | Our Lady J                              | 16. listopadu 2022 | 11. ledna 2023     |
| 123          | 10        | Requiem 1981/1987 (Part Two) | Rekviem 1981/1987 (2. část)           | Jennifer Lynchr | Ned Martel a Charlie Carver             | 16. listopadu 2022 | 18. ledna 2023     |

### Dvanáctá řada:Delicate(2023–2024)
| Č. v seriálu | Č. v řadě | Původní název         | Český název            | Režie                 | Scénář         | Premiéra v USA | Premiéra v ČR      |
| ------------ | --------- | --------------------- | ---------------------- | --------------------- | -------------- | -------------- | ------------------ |
| 124          | 1         | Multiply Thy Pain     | Rozmnožím tvé strádání | Jessica Yu            | Halley Feiffer | 20. září 2023  | 25. října 2023     |
| 125          | 2         | Rockabye              | Houpy hou              | Jennifer Lynch        | Halley Feiffer | 27. září 2023  | 1. listopadu 2023  |
| 126          | 3         | When the Bough Breaks | Až se zlomí větev      | Jennifer Lynch        | Halley Feiffer | 4. října 2023  | 8. listopadu 2023  |
| 127          | 4         | Vanishing Twin        | Mizející dvojče        | John J. Gray          | Halley Feiffer | 11. října 2023 | 15. listopadu 2023 |
| 128          | 5         | Preech                | Paní Preecherová       | John J. Gray          | Halley Feiffer | 18. října 2023 | 22. listopadu 2023 |
| 129          | 6         | Opening Night         | Premiéra               | Bradley Buecker       | Halley Feiffer | 3. dubna 2024  | 10. dubna 2024     |
| 130          | 7         | Ave Hestia            | Ave Hestia             | Jennifer Lynch        | Halley Feiffer | 10. dubna 2024 | 17. dubna 2024     |
| 131          | 8         | Little Gold Man       | Zlatá soška            | Jennifer Lynch        | Halley Feiffer | 17. dubna 2024 | 24. dubna 2024     |
| 132          | 9         | The Auteur            | Autor                  | Gwyneth Horder-Payton | Halley Feiffer | 24. dubna 2024 | 1. května 2024     |

### Třináctá řada
Dne 9. ledna 2020 byla objednána třináctá řada seriálu.